# Alejandro de Éfeso
Alejandro de Éfeso, llamado Licno o Lychnos, Ἀλέξανδρος Λύχνος en griego antiguo original, fue un retórico, poeta y geógrafo griego del siglo I. a. C., contemporáneo de Cicerón.
Era rétor y, según Estrabón, intervino en la administración de su ciudad, escribió una historia y, bajo el sobrenombre de Licno, un poema astronómico y otro geográfico, este último dividido en tres libros dedicado cada uno a los tres continentes: Europa, Asia y Libia. No fue una obra muy apreciada por Marco Tulio Cicerón («Libros Alexandri, neglegentis hominis et non boni poetae sed tamen non usilis / Los libros de Alejandro, un poeta inepto e ignorante, pero que ofrece alguna utilidad»). Sin embargo, lo mandó copiar. Esteban de Bizancio y otros se refieren con frecuencia a este trabajo, del cual aún se conservan varios fragmentos. En cambio, de su poema astronómico solo nos ha quedado uno, que ha sido atribuido también a Alejandro el Etolio. En cuanto a su historia, se desconoce la materia de qué trataba. Aurelio Victor cita el primer libro de una Historia de la Guerra Marsica de Alejandro de Éfeso; esto es, la Guerra Social romana; pero esta autoridad se considera dudosa. Algunos autores le han atribuido la Historia de los filósofos griegos (αἱ τῶν φιλοσόφων διαδοχαί) citada a menudo por Diógenes Laercio; pero esta obra probablemente fue escrita por otro Alejandro, Alejandro Polihistor.
El texto griego que ha quedado de su poema geográfico fue editado por Christophe Cusset.